# Ɦ
Cette page contient des caractères spéciaux ou non latins. S’ils s’affichent mal (▯, ?, etc.), consultez la page d’aide Unicode.
Ne doit pas être confondu avec la lettre cyrillique hwe ‹ Ꚕ, ꚕ ›.
Ɦ (minuscule : ɦ), appelé H crosse ou H crocheté, est une lettre additionnelle qui est utilisée pour écrire certaines langues africaines, comme le dagara au Burkina Faso, le massa au Tchad, le nawdm au Togo, ou le ndrulo en République démocratique du Congo et en Ouganda. Sa graphie minuscule est également utilisée dans l’alphabet phonétique international.

## Linguistique
Le symbole ɦ représente une consonne fricative glottale voisée (précisément écrite [ɦ] dans l'alphabet phonétique international).
Le symbole ʱ (h crosse en exposant) est utilisé pour indiquer une articulation avec une voix soufflée.

## Allemand

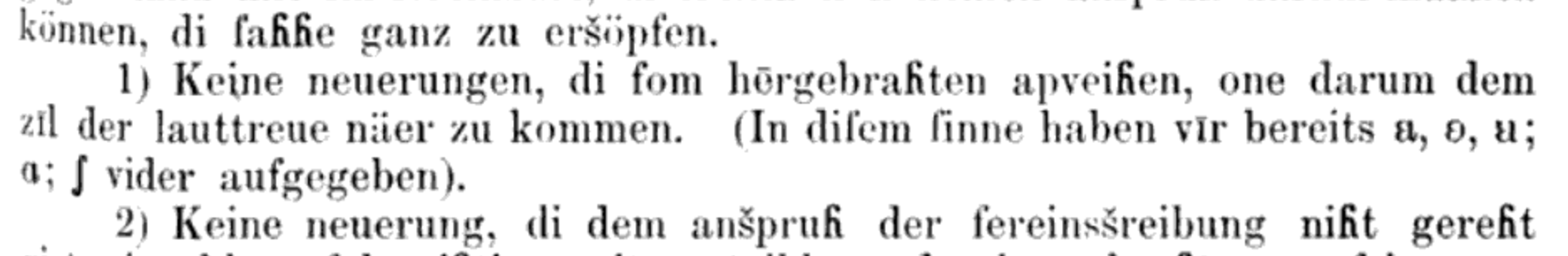
La lettre ɦ dans une orthographe allemande utilisée dans le journal Reform en 1893.
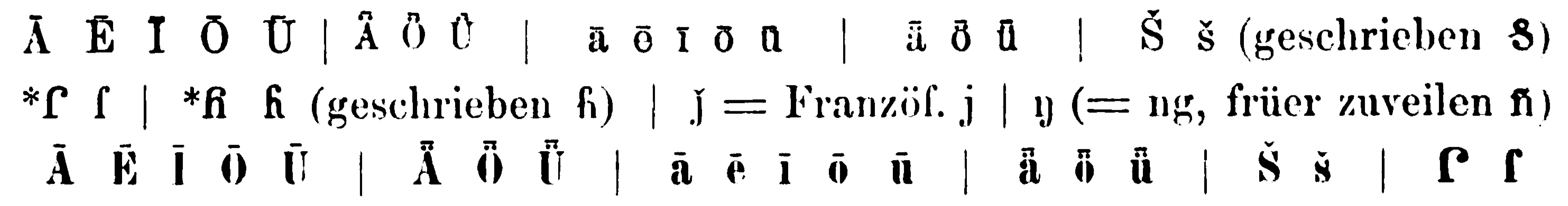
Lettres de l’orthographe de la revue Reform, avec les majuscule et minuscule du s long en septembre 1893.

Le ‹ ɦ › a été utilisé au XIXe siècle par certains auteurs en allemand, dont notamment Karl Jakobi en 1851 pour remplacer le trigramme ‹ sch ›, représentant une consonne fricative palato-alvéolaire sourde [ʃ], ou par la Verein für vereinfachte Rechtschreibung (Association pour l’orthographe simplifiée) et dans son journal Reform publié à partir de 1877, pour remplacer le digramme ‹ ch ›, représentant une consonne fricative palatale sourde [ç] du ich ou une consonne fricative vélaire sourde [x] du ach. Dans cet usage, la majuscule a la forme d’une grande minuscule.

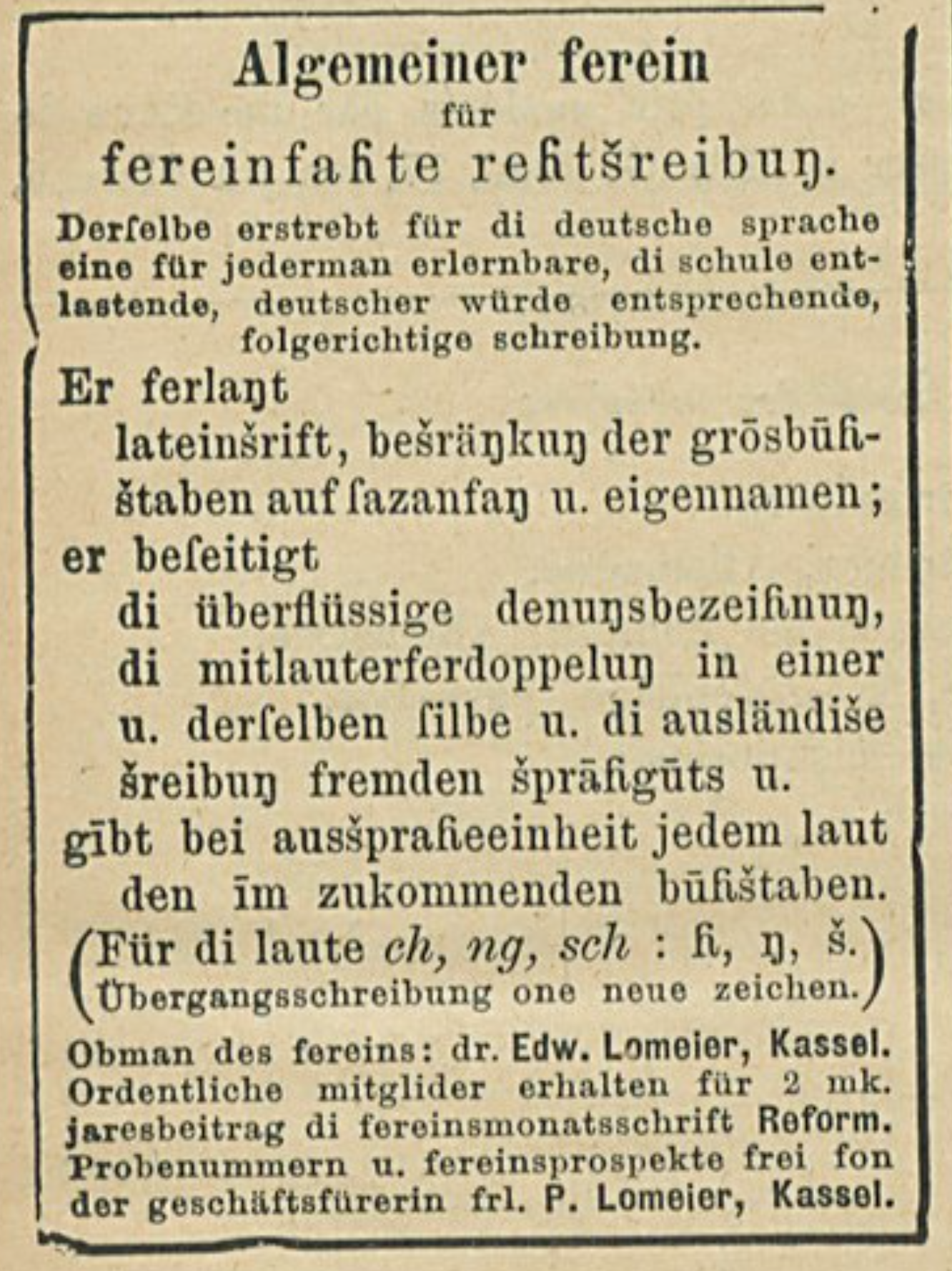
Annonce de l’Algemeiner Verein für vereinfacthe Rechtschreibung dans Le Maître phonétique de janvier 1895, utilisant le ɦ dans « (Für di laute ch, ng, sch : ɦ, ŋ, š.) ».

## Variantes et formes
|  | Formes majuscules et minuscules utilisées dans les langues africaines.                                  |
|  | Formes majuscules et minuscules utilisées au XIXe siècle dans certains alphabets phonétiques allemands. |

## Représentations informatiques
Le H crosse peut être représenté avec les caractères Unicode suivants (latin étendu D, alphabet phonétique international, lettres modificative avec chasse) :
| formes    | représentations | chaînes de caractères | points de code | descriptions                           |
| --------- | --------------- | --------------------- | -------------- | -------------------------------------- |
| capitale  | Ɦ               | Ɦ                     | U+A7AA         | lettre majuscule latine h crosse       |
| minuscule | ɦ               | ɦ                     | U+0266         | lettre minuscule latine h crosse       |
| exposant  | ʱ               | ʱ                     | U+02B1         | lettre modificative minuscule h crosse |

Pour des raisons techniques, la capitale est parfois représentées par Hʼ U+0048 U+02BC ou Ĥ : U+0048 U+0302.